# Federación Olímpica de Irlanda
La Federación Olímpica de Irlanda (en inglés: Olympic Federation of Ireland; en irlandés: Cónaidhm Oilimpeach na hÉireann) es el comité olímpico nacional de Irlanda, fundado en 1922 y reconocido por el COI ese mismo año.